# Pont du Diable (Anzême)
Pour les articles homonymes, voir Pont du Diable.
Le pont du Diable est situé à Anzême, dans le département de la Creuse, en France.

## Description
Il s'agit d'un pont en maçonnerie à deux arches en plein cintre, dont une arche de crue franchissant la Creuse. L'arche principale est élargie par un arc surbaissé. 
Le pont est en service routier. La RD 84 le dessert.

## Histoire
C'est un pont ogival initié au XIVe siècle, qui s'appuie dans la roche escarpée qui a dû être creusée pour lancer son arche.

### Sur le pont
- Yann L'Hote, Les ponts du Diable de France et d'étranger, Ed. Lacour, 2013, p. 30.
- Paul-Franck Therain, Le pont de Coq, Histoires d'une restauration, Ed. Point de Vues, Rouen, 2017, p. 231.

### Sur la légende
- Éloïse Mozzani, Légendes et mystères des régions de France, Laffont, 2014, p. 673-674.
- Georges Janicaud, « Notes de Folklore », in Mémoires de la Société des sciences naturelles et archéologiques de la Creuse, Guéret, Impr. Lecante, 1946, p. 15-16.
- Renée Alleau, Guide de la France mystérieuse, Paris, Tchou, Coll. Les Guides noirs, 1976, p. 50-51.